# Evolvulus antillanus
Evolvulus antillanus är en vindeväxtart som beskrevs av D.A.Powell. Evolvulus antillanus ingår i släktet Evolvulus och familjen vindeväxter. Inga underarter finns listade i Catalogue of Life.